# Дравска операция
Дравската операция или Дравска епопея е отбранителна операция на българската армия по време на участието на България във Втората световна война срещу войски на Третия райх, настъпващи в района на Нагятад-Хересне в опит да създадат предмостие на северния бряг на река Драва. Тя е част от отбранителната Балатонска операция на Червената армия от периода 6 до 21 март 1945. На Първа българска армия с командващ ген.лейтенант Владимир Стойчев е поставена задача за упорита отбрана по северния бряг на р. Драва. В процеса на подготовката със заповед на командващия армията на 17 февруари 1945 г. са формирани два корпуса – 3-ти и 4-ти корпуси. За тяхното управление от България са изпратени два напълно окомплектовани с офицерски състав корпусни щаба. Трети корпус с командващ ген.-лейтенант Тодор Тошев заема позиции на западния участък, граничещ на север с разграничителната линия на Първа българска армия със съседната от север 57-а съветска армия от 3-ти украински фронт – Кадаркут-Надкорпад-Йотвьошкони; на юг-река Драва; на запад-каналът Риняпатак и на изток разграничителната линия с Четвърти корпус на Първа българска армия.
Четвърти корпус, командван от ген.-лейтенант Стоян Трендафилов, заема позиции за отбрана на южния, т.нар. дравски участък с югоизточна разграничителна линия с 3-та югославска армия Мадярбой (днес Бой)-Беременд-Торянц, на юг и югозапад северния бряг на р. Драва, на северозапад разграничителната линия с Трети корпус Сигетвар-Даран-Барч.
В състава на Трети  и Четвърти корпус влизат следните подразделения:
| Трети корпус | командващ ген.-лейтенант Тодор Тошев | Четвърти корпус                | командващ ген.-лейтенант Стоян Трендафилов |
| --- | --- | ------------------------------ | ------------------------------------------ |
| 8-а пехотна Тунджанска дивизия | командир ген.-майор Борис Харизанов | 3-та пехотна Балканска дивизия | командир ген.-майор Васил Любенов          |
| 10-а пехотна Родопска дивизия | командир ген.-майор Иван Хубенов | 11-а пехотна дивизия           | командир ген.-майор Ангел Доцев            |
| 12-а пехотна дивизия | командир ген.-майор Стефан Таралежков                                                                                                   | Корпусни части                 |                                            |
| 16-а пехотна Беломорска дивизия | ген.-майор Цоньо Ганев |                                |                                            |
| Армейски части и армейски служби: 1-ва армейска моторизирана дружина и 1-ва армейска бронирана дружина въоръжени с моторни коли и танкове, 1-ви армейски етапен полк, армейска военно охранителна дружина, армейска санитарна служба, армейско интендантство, щабна рота | Командир на 1-ва армейска моторизирана дружина полковник Иван Иванов, Командир на 1-ва армейска бронирана дружина полковник Петър Дичев |                                |                                            |

Немското настъпление има за цел да отвлече главните съветски сили от Берлин, да обкръжи и унищожи 57-а съветска и Първа българска армия и да достигне река Дунав. Вермахтът нанася три удара:
1) основен – между езерата Балатон и Веленцейто по направление на Дунафьолдвар;
2) срещу силите на 57-а съветска армия и българската 10-а пехотна дивизия по направление на Печ;
3) през Драва, при Долни Михоляц, срещу 4-ти български корпус и при Валпово срещу 3-та югославска армия.
Пробивът по направлението на главния удар е спрян от съветските войски на 15 март. В боевете при Дравачехи, Дравасоболч и Драваполконя авангардни боеве с германския 46-и моторизиран корпус водят българските 1-ва армейска моторизирана дружина и 1-ва армейска бронирана дружина, като българските моторизирани части нанасят челен контраудар на германците, освобождавайки заедно с 16-а пехотна дивизия Дравачехи, докато бронираната дружина с танкове заедно с 12-а пехотна дивизия нанасят втори контраудар. Настъплението в стика между 57-а съветска армия и българската 10-а пехотна дивизия е спряно с помощта на 12-а пехотна дивизия. Опитът за подновяването му е спрян на 10 март. В района на Долни Михоляц немските войски успяват да форсират Драва и да създадат предмостие с дължина 18 – 20 километра и дълбочина 5 – 6 километра. Тяхното настъпление е спряно с помощта на две дивизии от 133-ти съветски корпус и части на българските моторизирана и бронирана дружина. От 12 до 19 март, след ожесточени боеве при селата Дравасоболч, Дравапалконя, Дравачехи, с помощта на 1-ва армейска моторизирана дружина и 16-а пехотна дивизия предмостието е ликвидирано, войските на Вермахта са отхвърлени на юг от Драва и отбраната на българите в участъка е стабилизирана. До 21 март, с помощта на български (части на моторизираната и бронираната дружини и 12-а и 16-а пехотни дивизии) и съветски части, 3-та югославска армия ликвидира предмостието при Валпово. Настъплението се подпомага от Втора италианска армия под командване на генерал Марио Роботи, водеща боеве на територията на Хърватия и Далмация срещу германските и хърватско-усташките войски, като италианските части на 1-ви моторизиран полк, командван от ген. Джакомо Карбони, съвместно с югославски партизани притискат от южната страна на фронта германските и хърватско-усташките сили, с което хитлеристите и усташите са обкръжени напълно.
Успешното провеждане на Дравската операция проваля настъпателните планове на Вермахта, спомага за създаване на условия за настъпателната Виенска операция на Червената армия и по този начин ускорява края на войната. Победата при Драва допринася и за бойния престиж на българската армия.
Загубите на българската армия наброяват 1614 убити, а ранените са около 2500.

## В културата
- На операцията е наречена улица „Дравски бой“ в кварталите „Надежда I“ и „Надежда II“ в София (Карта)
- „Боят при Драва-Соболч“ (1953), картина на Димитър Гюдженов
- Българският филм от 1974 г. „Зарево над Драва“ с режисьор Зако Хеския е посветен на Дравската операция.